# André Barbillat
André Barbillat est un tireur sportif français du début du XXe siècle.

## Biographie
André Barbillat est sacré champion du monde du tir couché à la carabine militaire à 300 mètres en 1914 à Viborg ; il remporte également aux ours de sa carrière deux médailles d'argent mondiales et six médailles de bronze mondiales.
André Barbillat participe aux Jeux olympiques de 1908 à Londres, terminant sixième du tir au pistolet à 50 mètres, quatrième du tir au pistolet à 50 mètres par équipes et quinzième du  tir à la carabine en cible mobile à 100 mètres.